# Alain Mius
 (juillet 2022).
Œuvres principales
Prier avec les saints
Quand les saints ressuscitent les morts !
Alain Mius, né le 2 mars 1951 à Aumale et mort le 6 mai 2023 à Notre-Dame-de-Bondeville,, est un éditeur scientifique français, spécialisé dans le domaine des vies et des litanies des saints ayant travaillé et contribué à retrouver de nombreuses litanies ancestrales perdues. En 2014, il fait notamment la biographie de nombreux saints thaumaturges.

## Publications
- Alain Mius, Prier avec les saints, vol. 1, Résiac, 2005, 354 p. (ISBN 9782852683419)
- Alain Mius, Prier avec les saints, vol. 2, Résiac, 2006, 370 p. (ISBN 9782852683976)
- Alain Mius, Précieux recueil de litanies en 3 volumes, Résiac, 2008, 328 p. (ISBN 9782852683068)
- Alain Mius, Prier avec les saints, vol. 3, Résiac, 2014, 304 p. (ISBN 9782852684805)
- Alain Mius, Quand les saints ressuscitent les morts !, Résiac, 2014, 117 p. (ISBN 9782852684874)